# Imperial Wax Solvent
Imperial Wax Solvent è il ventisettesimo album di inediti della band inglese The Fall, pubblicato il 28 aprile 2008.

## Tracce
1. "Alton Towers" – 3:29
2. "Wolf Kidult Man" – 3:02
3. "50 Year Old Man" – 11:36
4. "I've Been Duped" – 2:44
5. "Strange Town" (The Groundhogs) – 5:41
6. "Taurig" – 2:59
7. "Can Can Summer" – 3:08
8. "Tommy Shooter" – 3:45
9. "Latch Key Kid" – 3:20
10. "Is This New" – 2:14
11. "Senior Twilight Stock Replacer" – 3:08
12. "Exploding Chimney" – 2:25